# Soendalangoer
De soendalangoer (Presbytis comata)  is een zoogdier uit de familie van de apen van de Oude Wereld (Cercopithecidae). De wetenschappelijke naam van de soort werd voor het eerst geldig gepubliceerd door Desmarest in 1822.

## Voorkomen
De soort komt voor in Indonesië, in het westen van Java, in de landstreek Soenda.